# Andrea Graziani
Andrea Graziani (Bardolino, 15 luglio 1864 – Prato, febbraio 1931) è stato un generale italiano, che durante il corso della prima guerra mondiale fu comandante del 15º Reggimento bersaglieri, della Brigata Ionio, della 44ª Divisione e della 33ª Divisione, del 1º Raggruppamento alpino e della 6ª Divisione cecoslovacca. Dopo l'esito negativo della battaglia di Caporetto il Capo di stato maggiore del Regio Esercito, tenente generale Luigi Cadorna, lo nominò "Ispettore generale del movimento di sgombero", conferendogli ampissimi poteri, ed affidandogli il compito di ripristinare con ogni mezzo l'ordine tra le file degli sbandati, cosa che fece utilizzando durissimi metodi repressivi, con ampio uso della pena di morte. Il Dizionario Biografico dei Veronesi dell'Accademia di Agricoltura, scienze e lettere di Verona, scrive di Lui che nel corso della Grande Guerra Sempre e dovunque si è distinto per la brutalità verso i sottoposti. Fucilazioni, decimazioni, punizioni mortali.

## Biografia
Nacque a Bardolino il 15 luglio 1864. Il padre era notaio ed ebbe otto figli (tre maschi e cinque femmine) di cui lui era il quarto. In seguito la numerosa famiglia si trasferì a Valgatara in Valpolicella.
Il 20 marzo 1881 entrò come allievo alla Scuola Militare, divenendo sottotenente nel 1882, e successivamente, nel 1885, fu mandato in Eritrea all'atto della costituzione del Regio corpo truppe coloniali. Partecipò alla guerra d'Eritrea nel 1887, assegnato in servizio al III Battaglione d'Africa allora comandato dal tenente colonnello Tommaso De Cristoforis. Ritornato in Italia, nel 1895, con il grado di capitano, fu assegnato al 6º Reggimento alpini, poi trasferito 2º Reggimento alpini e da lì al Corpo di Stato maggiore della Divisione di Ancona (1895-1897).  Dopo un breve periodo presso il Ministero della guerra a Roma fu assegnato a prestare servizio presso il comando della Divisione militare di Verona (1899-1906). Tra il 1906 e il 1908 fu insegnante presso la Scuola di guerra del Regio Esercito a Torino, e si distinse a Treviso il 6 giugno 1906 per aver tentato di fermare un cavallo attaccato ad una vettura, che si era dato a precipitosa fuga mettendo in pericolo la vita dei passanti. Con il grado di maggiore si trovava a Messina, dove era in servizio come Capo di stato maggiore presso la locale Divisione Militare, il 28 dicembre 1908 quando vi fu terremoto che distrusse gran parte della città.  Organizzò la costruzione dei baraccamenti, e lo sgombero delle macerie, tanto che il Consiglio comunale di Messina, nella sua prima riunione, dopo l'emergenza, gli conferì la cittadinanza onoraria. Il 1 luglio 1909 fu promosso tenente colonnello per meriti eccezionali, ricevette un Encomio solenne e fu decorato con la Medaglia di benemerenza in oro Con lo stesso incarico fu poi in servizio presso la Divisione militare di Brescia.
Il 5 aprile 1914 fu nominato comandante del 11º Reggimento bersaglieri di stanza a Napoli, dove lo colse la notizia dello scoppio della prima guerra mondiale. Verso la fine del mese di ottobre il reggimento si trasferì ad Ancona da dove, dopo il terremoto di Avezzano del 10 gennaio 1915, mosse verso i luoghi colpiti e dispose e organizzò, nel rigido inverno, i soccorsi per i 12 paesi che nel breve volgere di 45 giorni furono dotati di baracche e videro ricostruiti forni per il pane e spacci di generi alimentari.
Il 1 marzo il reggimento rientrò ad Ancona, ma 20 giorni dopo arrivò l'ordine di partenza per raggiungere il fronte orientale, frontiera dell'Impero austro-ungarico, attestandosi a Nimis ed Attimis in vista dell'entrata in guerra del Regno d'Italia. Promosso colonnello lascia il comando del suo Reggimento poco prima dell'inizio delle operazioni, ed assume brevemente quello del 15º Reggimento bersaglieri.

### La prima guerra mondiale
Divenuto Capo di stato maggiore del V Corpo d'armata si distinse subito per la forte determinazione, partecipando all'attacco contro le posizioni nemiche sul Basson il 25 luglio.  Viene promosso maggior generale il 9 settembre.
Il 7 ottobre 1915, già trasferito alla 1ª Armata del tenente generale Roberto Brusati in qualità di Capo di stato maggiore chiese, ed ottenne, di prendere parte ad un attacco portando una Divisione contro le fortificazioni nemiche sugli Altipiani davanti a Folgaria e Serrada fra l'Astico ed il lago Terragnolo. Mentre si trovava presso una batteria da montagna per impartire l'ordine di avanzata ad una brigata di riserva a Monte Coston, un frammento di shrapnel lo colpì all’articolazione della gamba destra immobilizzandolo.  Il 23 ottobre 1915 il generale Calderari è sollevato dal comando della 9ª Divisione ed è sostituito dal generale Maurizio Ferrante Gonzaga. Il giorno successivo avviene un episodio emblematico: un battaglione di riserva del 2º Reggimento bersaglieri arriva con razioni speciali e bevande alcoliche portate a dorso di mulo, la voce si sparge fra i soldati e ci furono proteste al grido di: Voi bastardi, volete farci ubriacare, e quindi portarci al macello; dalle parole ai fatti, il mulo, con il liquore fu gettato a calci nel burrone. Venutone a conoscenza, il Graziani, forte del codice penale militare di guerra, diede ordine al comando dell'artiglieria di sparare sui ranghi causando diversi morti. L'episodio fu ovviamente riportato sia da fonti austro-ungariche, in forma cruda e penalizzante, che da quelle italiane parzialmente edulcorato, ma in forma comunque rigida per frenare eventuali forme di ribellione e codardia.
Decorato con una prima Medaglia d'argento al valor militare, il 1 aprile 1916 fu nominato comandante della Brigata Ionio, mantenendo il comando fino al 15 giugno dello stesso anno.
Nel corso della Strafexpedition, primavera del 1916 Graziani ricevette l'ordine di ripiegare su Torcegno in quanto il nemico aveva sfondato nel settore sud della Valsugana e sull'altopiano dei Sette Comuni (Ortigara). Di sua iniziativa lanciò un contrattacco appoggiato dai gruppi dell'artiglieria da montagna. Un nuovo ordine gli intimò di ritirarsi sulla linea del torrente Maso alla conca di Castello Tesino, ma egli, compiuta una breve ritirata si lanciò nuovamente al contrattacco con le sue truppe sulla linea delle alture di Spera-Samone e Prima Lunetta, causando gravi perdite al nemico e riuscendo a tenere la posizione. Sopraggiunti i rinforzi costituiti dai battaglioni alpini del tenente colonnello Ottavio Ragni, si lancio nuovamente all'attacco arrestando definitivamente il nemico tra Spera e Strigno il 10 maggio. Per il suo comportamento venne insignito della Croce di Ufficiale dell'Ordine militare di Savoia. Ebbe purtroppo la fama di non curarsi dei propri soldati né delle perdite che i propri reparti subivano durante gli attacchi, oltre ad applicare una durissima repressione verso ogni forma di disubbidienza.  Il 21 maggio fece fucilare senza alcun processo 4 zappatori del 221º Reggimento fanteria, unità appartenente alla Brigata Ionio e allora al comando del colonnello Giovanni Longo, nel piccolo paese di Samon di Valsugana.
Trasferito al comando della 44ª Divisione, una unità molto potente che disponeva di effettivi pari a quasi quelli di un corpo d'armata e che era schierata nel settore Pasubio-Vallarsa, vi rimase al comando fino al marzo 1917, guadagnandosi la fama di Eroe del Pasubio. Nella primavera di quell'anno assunse il comando della 33ª Divisione sul Carso dove fu decorato con una terza Medaglia d'argento al valor militare. Si distinse anche qui per la severissima disciplina applicata alle truppe al suo comando. Fece fucilare il soldato Pietro Scribante, di Novara, appartenente al 113º Reggimento fanteria dopo un sommario processo, come descrisse il quotidiano Avanti! in data 7 agosto 1919, dopo che gli era già stata preparata la bara, e per l'esecuzione egli scelse personalmente tutti amici e compaesani del condannato.

L'artigliere Alessandro Ruffini

Il colonnello Angelo Gatti scrisse sul suo libro di memorie, Caporetto, diario di guerra inedito (maggio-dicembre 1917) alla data del 14 giugno 1917 che il maggior generale Graziani lasciò ogni azione di comando della 33ª Divisione tra il 23 e il 26 maggio per dare la caccia, personalmente e moschetto alla mano, ai soldati che indietreggiavano dagli assalti; successe una volta che il generale Giuseppe Ciancio lo abbia cercato inutilmente per ben quattro ore. Queste notizie arrivarono alle orecchie del comando strategico e nel mese di giugno Luigi Cadorna lo sollevò dal comando con la seguente motivazione: manca di elevate qualità e perde spesso il completo dominio delle sue facoltà mentali.
Nel frattempo viene comunque promosso a tenente generale, e il 2 novembre 1917, in seguito alla disfatta di Caporetto, Cadorna lo nominò "Ispettore generale del movimento di sgombero". Durante le fasi della ritirata fin sulla linea del Piave Graziani divenne l'immagine stessa della repressione dei disertori .
In particolare, fu protagonista dell'esecuzione, il 3 novembre 1917 a Noventa Padovana, dell'artigliere Alessandro Ruffini (29 gennaio 1893 – 3 novembre 1917), colpevole di averlo salutato militarmente senza prima essersi levato di bocca il sigaro che stava fumando. Ruffini fu prima brutalmente bastonato e successivamente fucilato "per dare un esempio terribile, atto a persuadere tutti i duecentomila sbandati che da quel momento vi era una forza superiore alla loro anarchia", come affermò egli stesso nel dopoguerra in risposta ad alcune proteste e interrogazioni parlamentari  seguite alla pubblicazione della notizia della fucilazione del Ruffini sul quotidiano Avanti! del 28 luglio 1919.
Nel solo mese di novembre del 1917 ordinò 36 esecuzioni sommarie ai danni di soldati sbandati, ma si dice che nella realtà furono molte di più. Il 10 novembre ordinò la fucilazione nella schiena di diciotto soldati e di tre civili a San Pelagio di Treviso; il 13 e il 16 a Padova altri trentadue militari e tre “borghesi” vennero messi al muro dietro suo ordine, per un totale di cinquantasette fucilazioni sommarie in dodici giorni, delle quali trentasei eseguite in provincia di Padova.
Ancora in quello stesso mese fu nominato a capo del 1º Raggruppamento alpino operante sull'Altopiano di Asiago. L'11 aprile 1918 il Ministero della guerra lo incaricò di costituire un corpo di cecoslovacchi (ex prigionieri austro-ungarici) combattenti in Italia. Con la 6ª Divisione cecoslovacca occupò il settore del Monte Altissimo di Nago e iniziò la costruzione della strada sul Monte Baldo, la strada per Praga la chiamarono i soldati cecoslovacchi. Anche al comando di questa unità si distinse per la sua brutalità, dapprima tollerò alcune forme di protesta per non irritare i cecoslovacchi che componevano i ranghi della divisione, che protestavano in particolare per la qualità del cibo, e poi passò all'estremo rigore facendo fucilare per diserzione 8 militari in data 12 giugno 1918. In seguito a questa fucilazione collettiva, il generale Milan Rastislav Štefánik, rappresentante del Comitato Nazionale Cecoslovacco, inviò una protesta formale al Comando supremo militare italiano, preannunciando l'avvio di una propria inchiesta. Fu collocato definitivamente a riposo il 30 gennaio 1919.

### Dopoguerra

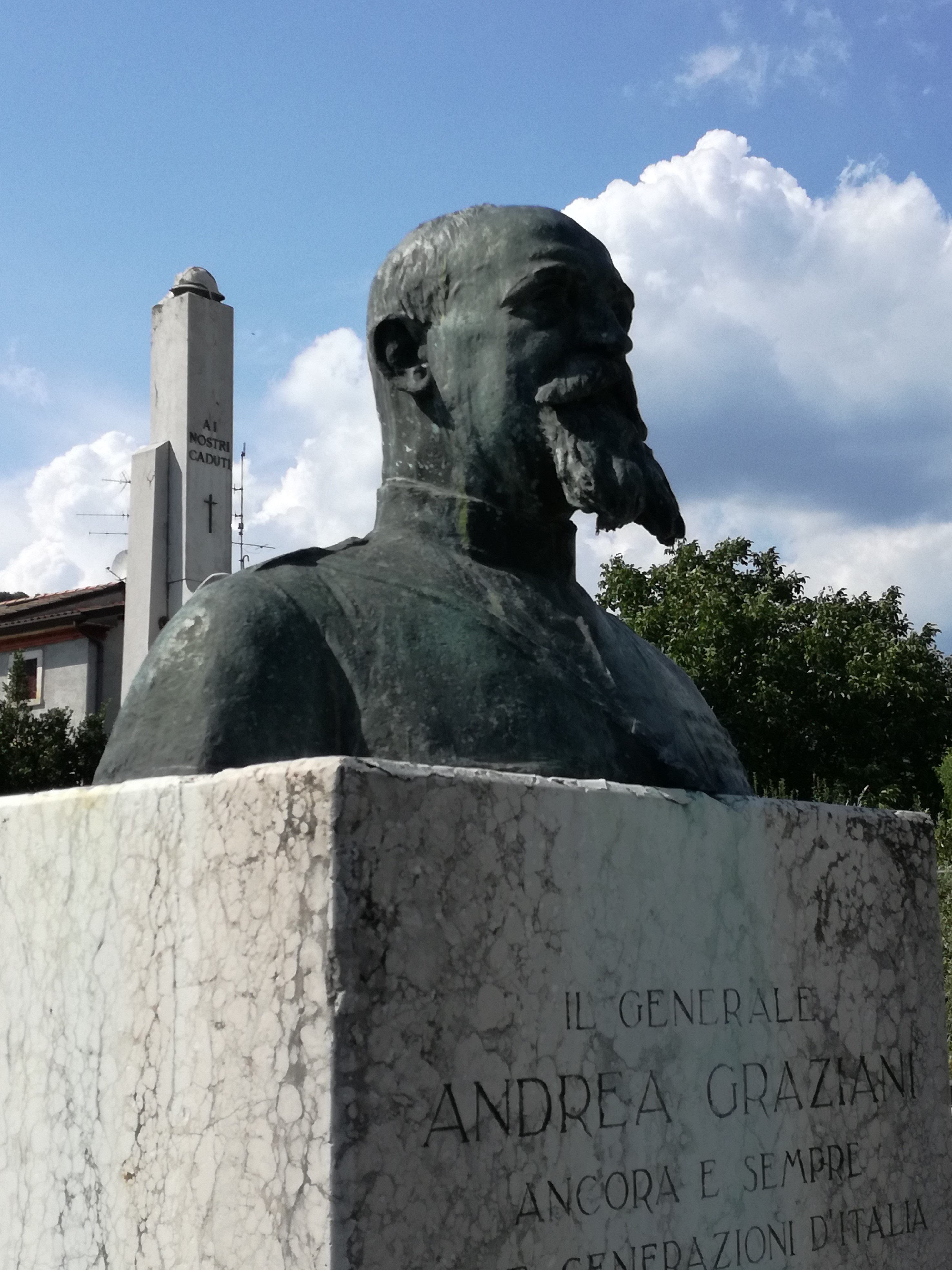
Busto di Graziani a Valgatara

Nel 1923 aderì al fascismo e divenne Luogotenente Generale della Milizia volontaria per la sicurezza nazionale (MVSN) per le province di Trento, Vicenza, Verona e Belluno.  Appassionato di opere pubbliche, fece completare la costruzione della strada sul Monte Baldo, iniziata nel corso della Grande Guerra, divenne grande sostenitore della Galleria Adige-Garda tra Mori e Torbole, che sarà terminata solo nel 1959, e del Canale Biffis in val d'Adige, iniziato nel 1928 e finito nel 1943. Si schierò con gli agrari nelle grandi opere di bonifica, e presiedette il consorzio Utenti acque medio Adige adoperandosi per il rimboschimento delle colline e delle montagne veronesi. Ricoprì la carica di sindaco di San Massimo nel corso degli anni Venti del XX secolo, comune poi accorpato con quello di Verona nel 1927, anno in cui divenne generale di corpo d'armata (1 gennaio 1927) nella riserva. Dal 1919 in poi si recò in varie occasioni in Cecoslovacchia, l'ultima nell’aprile del 1928, quando a capo della Missione militare italiana partecipò alle celebrazione del X Anniversario della firma dell'accordo concluso tra il Governo Italiano ed il Comitato Nazionale Cecoslovacco. In quella occasione, durante un pranzo di gala, il Presidente Tomáš Masaryk lo ringraziò pubblicamente per ciò che aveva fatto per l'indipendenza del Paese.

### La strana morte
Venerdì 27 febbraio 1931 il personale viaggiante del treno 3651, partito da Prato in direzione di Firenze alle 6:25, scorse poco prima della 7 del mattino, sulla scarpata della linea ferroviaria un'ombra scura. Il treno rallentò e il personale si rese subito conto che quella sagoma apparteneva al cadavere di un uomo. Il 3651 proseguì fino alla stazione di Calenzano, tra Prato e Firenze. Poco tempo dopo sopraggiunse sul posto, in senso inverso di marcia, il diretto n. 38 da Firenze, e anche da quel treno venne notato il cadavere. Furono inviati sul posto i carabinieri e militi ferroviari che rinvennero al chilometro 16+631 il corpo senza vita, steso su un fianco, di un uomo anziano vestito di nero, con capelli e barba bianchi intrisi di sangue. Esso giaceva sulla scarpata sinistra della massicciata, pertanto presso il binario che da Prato andava a Firenze (direzione sud), con i piedi accostati al binario stesso. Fu subito avvertito il magistrato, e dai documenti rinvenuti fu accertato che il cadavere apparteneva al Luogotenente generale della M.V.S.N. Andrea Graziani. Dai documenti di viaggio risultava che il generale era in possesso di regolare biglietto ferroviario emesso in data 26 febbraio, e valido per la tratta Roma-Bologna-Verona (direzione nord). Venne accertato che il generale era salito a bordo del diretto Roma-Bologna n. 36, con coincidenza Verona-Brennero, partito nella notte, transitato da Prato alle 21.15, e pertanto il generale era caduto dal treno pochi minuti prima di quell'ora della notte del 26 febbraio e che il suo cadavere, rinvenuto poco prima delle 7:00 della mattina del 27 era rimasto sui binari per circa 10 ore prima di essere ritrovato. Fu subito esclusa la matrice dolosa, in quanto sul suo corpo venne rinvenuta la somma di 4.000 lire in contanti, più altri 1.500 lire in una busta chiusa e si ipotizzò che il generale avesse sbagliato porta, e invece di imboccare quella della toilette avesse preso quella di uscita precipitando all'esterno del treno. La cosa apparve, però, strana in quanto Graziani era un viaggiatore abituale, inoltre il cadavere era stato scoperto sul lato della scarpata opposto a quello del senso di marcia, ma le indagini vennero subito chiuse e il caso archiviato come caduta accidentale. Il 28 febbraio si tennero a Prato i funerali solenni alla presenza delle massime autorità, tra le quali vi erano il Segretario federale Alessandro Pavolini.  Nel tardo pomeriggio la città di Verona tributò, alla presenza dell'ambasciatore in Italia della Repubblica Cecoslovacca Vojtěch Mastný, come riportato sulla stampa dell'epoca, "imponenti manifestazioni di compianto alla salma". Fu sepolto il giorno dopo nel cimitero di Valgatara, frazione del comune di Marano di Valpolicella, dove risiedeva.

### Annotazioni
1. ↑  Una delle sole quattro concesse.
2. ↑  La busta recava la scritta appartenente al generale Graziani.

### Fonti
1. 1 2 3 4 5 6 7 8 9  Fontana 2015, p. 174.
2. 1 2 3 4 5 6 7 8 9 10 11 12 13 14 15  Bardolino Alpini.
3. 1 2 3 4 5 6 7 8 9 10  Pace difesa.
4. ↑  Dario Graziani: Il Fucilatore: vita del Generale Andrea Graziani  s.i.p.
5. ↑   Villa Graziani. URL consultato il 10 agosto 2018.
6. 1 2 3 4 5 6 7 8 9 10 11 12 13 14 15 16 17 18 19 20 21 22 23 24  Digilander Libero.
7. ↑  Pieropan 1982, p. 209.
8. 1 2 3 4  Pelagalli 2012, p. 37.
9. ↑  Fontana 2015, pp. 174-175.
10. ↑  Cazzullo 2014, pp. 39-41.
11. ↑  Loverre 2001, pp. 8-23.
12. ↑   Alessandro Ruffini, l’artigliere fucilato per un sigaro. URL consultato il 16 ottobre 2017.
13. ↑  Forcella, Monticone 2008, p. 91.
14. ↑  Loverre 2001, p. 13.
15. 1 2 3 4 5  Alpini Milano Centro.
16. ↑  Sito web del Quirinale: dettaglio decorato.